# Vigilanti cura
Vigilanti cura é uma encíclica do Papa Pio XI, promulgada em 29 de junho de 1936, escrita para o Episcopado dos Estados Unidos da América e dedicada aos meios de comunicação social e, em particular, ao cinema. O filme, diz o papa, não deve "apenas servir para passar o tempo", mas "pode e deve iluminar os espectadores e direcioná-los positivamente para o bem".

## Tópicos do documento
- Contexto histórico: Vigilância contínua da Santa Sé
- A experiência americana
- Parte doutrinária.

1. A importância e o poder do cinema
2. A popularidade e o impacto do cinema
3. A necessidade de vigilância

- Consequências práticas

1. Padrões de produção
2. Obrigações morais

- Propostas concretas

1. A promessa
2. A classificação dos filmes
3. Os escritórios nacionais
4. Cooperação internacional